# Секрет (фільм)
«Секрет» (англ. The Secret: Dare to Dream) — американський драматичний фільм 2020 року, заснований на книзі «Таємниця» Ронди Берн. Головна думка книги — будь-які події у своєму житті можна змоделювати самому, якщо мислити належним чином. Фільм зняв режисер Енді Теннант за сценарієм написаним ним, Ріком Парксом та Ребеккою Бранстеттер.

## Стислий зміст
Міранда Веллс після смерті чоловіка власними силами виховує трьох дітей. Вона не опускає рук і вірить в свої сили. Місцевістю, де живе Міранда з дітьми, пронісся руйнівний ураган. Дах їхнього будинку зруйнувало, можливості швидко його полагодити в родини нема. Зненацька свою допомогу пропонує Брей Джонсон. Він легко ремонтує будинок і налагоджує контакт з дітьми. Присутність Джонсона і його віра в силу позитивного мислення запалюють дух Веллс, але Брей несе із собою таємницю, яка може все змінити.

## Знімалися
- Катріна Бегін
- Селія Вестон
- Кеті Голмс — Міранда Веллс
- Джеррі О'Коннелл
- Джош Лукас — Брей Джонсон